# تريش (غوهران)
تريش (بالفارسية: تریش) هي قرية تقع في إيران في قسم غوهران الريفي. يقدر عدد سكانها بـ 92 نسمة بحسب إحصاء 2016.